# Supercupa României la handbal feminin 2012-2013
Supercupa României la handbal feminin 2012-2013 a fost a 3-a ediție a competiției de handbal feminin românesc organizată de Federația Română de Handbal (FRH) cu începere din 2007. Ediția 2012-2013 s-a desfășurat pe 7 septembrie 2013, în Sala Rapid din București,  după ce fusese inițial programată să se desfășoare în Sala Polivalentă pe 1 septembrie. Câștigătoarea competiției a fost echipa HCM Baia Mare, acesta fiind al doilea trofeu obținut vreodată de formația băimăreană, după Cupa României 2012-2013. 
Ediția anterioară a Supercupei României a avut loc la Cluj, în Sala Sporturilor Horia Demian, pe 5 și 6 august 2011, când CS Oltchim Râmnicu Vâlcea a câștigat trofeul în fața echipei HC Zalău.

## Echipe participante
La ediția 2012-2013 a Supercupei României ar fi trebuit să se înfrunte Oltchim Râmnicu Vâlcea, câștigătoarea Ligii Naționale 2012-2013, și HCM Baia Mare, câștigătoarea Cupei României 2012-2013. Deoarece echipa din Râmnicu Vâlcea s-a desființat, iar HCM Baia Mare a terminat sezonul 2012-2013 al Ligii Naționale pe locul 2, Federația Română de Handbal a decis participarea echipei Universitatea Jolidon Cluj, care a terminat pe locul 3 în sezonul 2012-2013 al Ligii Naționale de handbal feminin.
Astfel, echipele participante la Supercupa României au fost:
- HCM Baia Mare (câștigătoarea Cupei României)
- Universitatea Jolidon Cluj (locul 3 în Liga Națională)

## Dată
Supercupa României 2012-2013 s-a desfășurat pe data de 7 septembrie 2013, de la ora 17:00. Partida a avut loc în Sala Rapid din București și a fost transmisă în direct de postul de televiziune Digi Sport 3. Meciul a fost arbitrat de cuplul Diana Florescu (Pitești) și Anamaria Duță (București). Biletul de intrare la Supercupă a costat 10 lei, iar la partidă au asistat circa 500 de spectatori. Câștigătoarea trofeului a fost echipa HCM Baia Mare.

## Partidă
| 7 septembrie 2013 17:00 | HCM Baia Mare | 33 – 28 | „U” Jolidon Cluj | Sala Rapid, București Asistență: 500 Arbitri: Duță, Florescu |
| 7 septembrie 2013 17:00 | Nechita 8     | (14–12) | Tivadar 7        | Sala Rapid, București Asistență: 500 Arbitri: Duță, Florescu |
| 7 septembrie 2013 17:00 | 3× 1×         |         | 1×               | Sala Rapid, București Asistență: 500 Arbitri: Duță, Florescu |

## Marcatoare
Actualizat pe 7 mai 2013
| Poz. | Nume                        | Echipă           | Goluri |
| ---- | --------------------------- | ---------------- | ------ |
| 1    | Adriana Nechita (ROU)       | HCM Baia Mare    | 8      |
| 2    | Mihaela Tivadar (ROU)       | „U” Jolidon Cluj | 7      |
| 3    | Florina Chintoan (ROU)      | „U” Jolidon Cluj | 6      |
| 4    | Melinda Geiger (ROU)        | HCM Baia Mare    | 5      |
| 4    | Laura Popa (ROU)            | „U” Jolidon Cluj | 5      |
| 4    | Mihaela Ani-Senocico (ROU)  | „U” Jolidon Cluj | 5      |
| 7    | Gabriella Szűcs (HUN)       | HCM Baia Mare    | 4      |
| 7    | Aneta Pîrvuț (ROU)          | HCM Baia Mare    | 4      |
| 9    | Ana Maria Tănăsie (ROU)     | HCM Baia Mare    | 3      |
| 9    | Timea Tătar (ROU)           | HCM Baia Mare    | 3      |
| 11   | Ștefania Florea (ROU)       | „U” Jolidon Cluj | 2      |
| 11   | Raluca Mihai (ROU)          | „U” Jolidon Cluj | 2      |
| 11   | Laura Oltean (ROU)          | HCM Baia Mare    | 2      |
| 14   | Georgeta Diniș Vârtic (ROU) | HCM Baia Mare    | 1      |
| 14   | Renata Ghionea (ROU)        | HCM Baia Mare    | 1      |
| 14   | Luciana Marin (ROU)         | HCM Baia Mare    | 1      |
| 14   | Jenica Rudics (ROU)         | HCM Baia Mare    | 1      |
| 14   | Andreea Tetean (ROU)        | „U” Jolidon Cluj | 1      |